# Сквер имени Гейдара Алиева (Тбилиси)
Сквер имени Гейдара Алиева (груз. ჰეიდარ ალიევის სახელობის სკვერი, азерб. Heydər Əliyev adına bağ) — сквер в городе Тбилиси. Открыт 14 июня 2004 года. Сквер расположен в одном из исторических районов Тбилиси — в Абанотубани. В некоторых источниках упоминается как парк.
В центре сквера установлен памятник Гейдару Алиеву.

## История

### Закладка сквера
14 июня 2004 года президенты Грузии и Азербайджана Михаил Саакашвили и Ильхам Алиев основали сквер в историческом центре столицы Грузии — Абанотубани, посадив первые деревья.

### Открытие сквера и бюста Гейдара Алиева

Памятник Гейдара Алиева в одноименном сквере

12 мая 2007 года состоялась официальная церемония открытия реконструированного компанией «Caspian Service» сквера и бюста бывшего президента Азербайджана Гейдара Алиева. Архитектором проекта стал Ф. Ахундов, а скульптором — народный художник Азербайджана Натик Алиев. На церемонии открытия присутствовали президенты Грузии и Азербайджана — Михаил Саакашвили и Ильхам Алиев, члены Правительства и Парламента обеих стран, а также представители дипломатического корпуса, в том числе и чрезвычайный и полномочный посол России в Грузии Вячеслав Коваленко. Высота бюста вместе с постаментом, составляет четыре метра.

### Мероприятия
В сквере имени Гейдара Алиева регулярно проходят мероприятия посвященные дню памяти национального лидера Азербайджана, а также отмечаются праздничные даты двух братских республик.

## Инфраструктура

Сквер имени Гейдара Алиева

Общая площадь сквера составляет 1,0 га. Его территория обустроена многочисленными скамейками, засажена саженцами, деревьями и цветочными клумбами. Уход за сквером осуществляется в том числе и со стороны представительства Государственной нефтяной компании Азербайджана в Грузии.

## Интересные факты
По информации мэрии Тбилиси, обустройство сквера имени Гейдара Алиева обошлось городу в 75000 лари (около 45 тыс.долларов США).
7 февраля 2007 года в столице Грузии, на правой набережной реки Кура, был открыт мемориал Гейдара Алиева и установлена мемориальная доска. Монумент высотой четыре метра, был изготовлен компанией «Оксино». На мемориальной доске указано расстояние от монумента до Баку, которое составляет 556 километров, и до Анкары — 1441 километр. Установка монумента обошлась городскому бюджету в 28000 лари (около 16000 долларов США). При этом части правой набережной реки Кура было также присвоено имя Гейдара Алиева, а остальная часть по прежнему носит имя первого президента Грузии Звиада Гамсахурдии.